# Diolkos

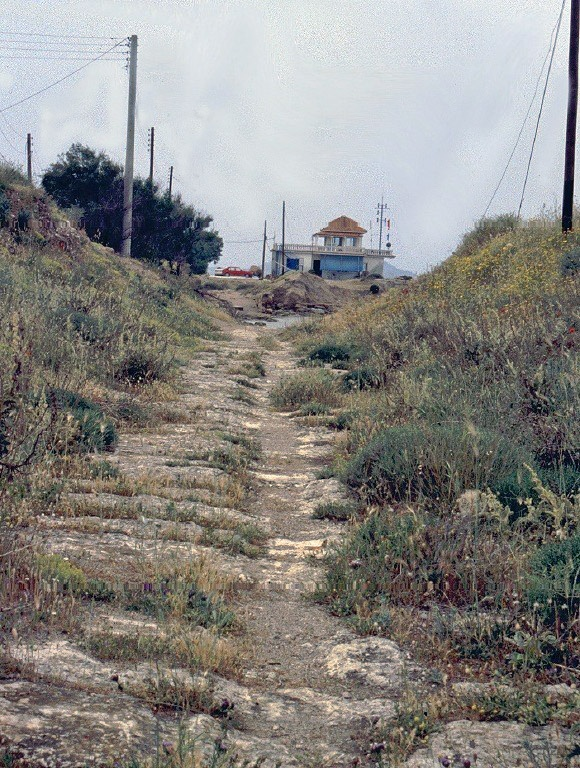
Diolkos

Diolkos je starověká dlážděná cesta napříč Korintskou šíjí, jež se využívala k přepravě zboží či menších lodí mezi lechaionským a kanchreiským přístavem. Délka cesty je asi 6 km a šířka 3 až 3,5 m. Diolkos byl vybudován na popud korintského tyrana Periandra, který vládl koncem 7. století př. n. l. Cesta byla vybavena dřevěnými kolejnicemi, jež se potíraly tukem. Slovo diolkos v češtině znamená „přetahování“.